# Paulin al II-lea al Antiohiei

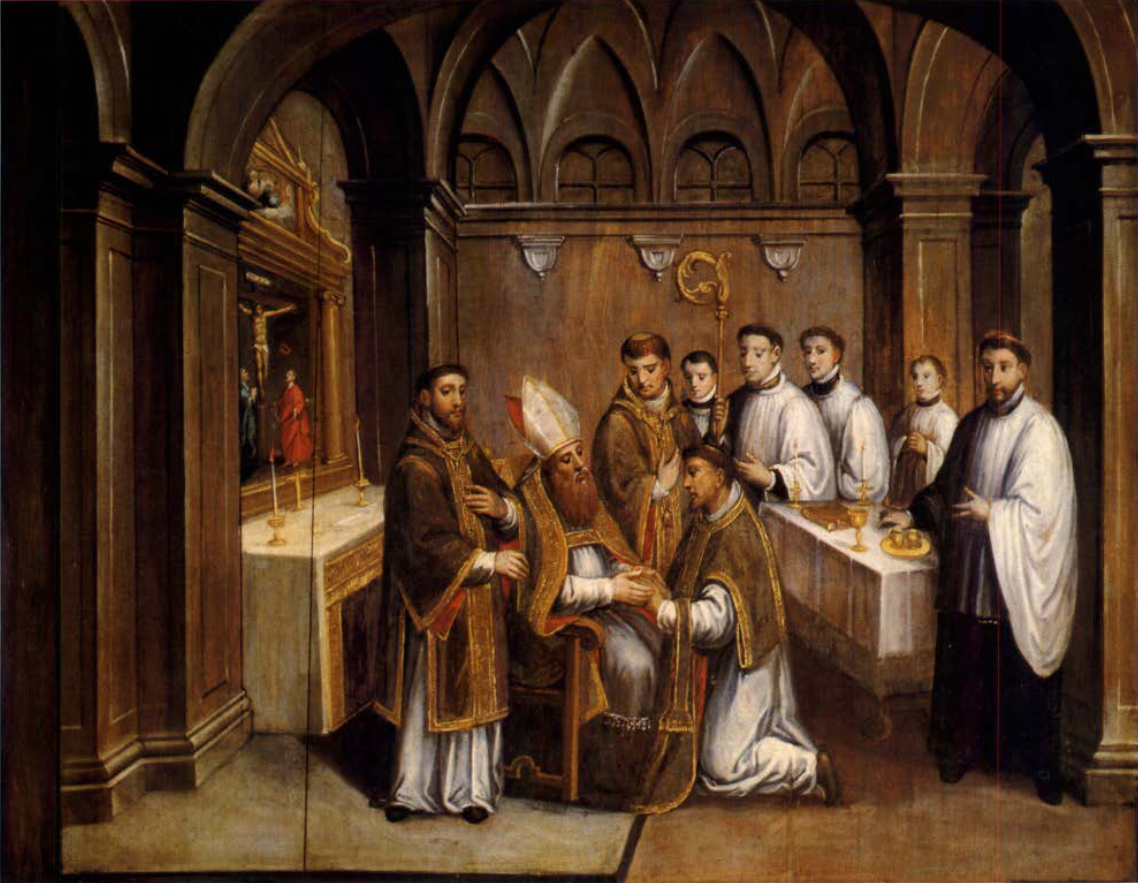
Sfântul Ieronim este hirotonit de Paulin, pictură realizată de Simão Rodrigues, sec. al XVII-lea (Mănăstirea Jerónimos, Lisabona)

Paulin al II-lea (n. secolul al IV-lea d.Hr. – d. 388 d.Hr.) a fost un pretendent la tronul patriarhal al Antiohiei din 362 până în 388. El a fost susținut de către gruparea eustatienilor și a fost un rival al lui Meletie al Antiohiei. Eustatienii au susținut că Meletie a fost hirotonit de arieni și au început să se întrunească separat. Episcopul Lucifer de Calaris (Cagliari) l-a hirotonit pe Paulin ca episcop, cauzând astfel o schismă în Biserica Antiohiei.
Paulin a fost „foarte respectat pentru evlavia sa”. El a fost recunoscut ca episcop al Antiohiei de mai mulți teologi, printre care Ieronim, pe care l-a hirotonit ca preot, și Epifanie de Salamina.
Paulin a murit în 388. Adepții lui au fost numiți „paulinieni”.